# Дискография 15&
Дискография южнокорейского дуэта 15& включала в себя один студийный альбом, пять синглов и четыре видеоклипа.

## Альбомы

### Студийные альбомы
| Название | Информация об альбоме                                                                  | Пиковая позиция в чартах | Продажи                 |
| Название | Информация об альбоме                                                                  | KOR                      | Продажи                 |
| -------- | -------------------------------------------------------------------------------------- | ------------------------ | ----------------------- |
| Sugar    | - Выпущен: 26 мая 2014 года - Лейбл: JYP Entertainment - Формат: CD, цифровая загрузка | 9                        | Республика Корея: 2,000 |

## Синглы
| Название                                    | Год  | Пиковая позиция в чартах | Пиковая позиция в чартах | Продажи (цифровые)         | Альбом             |
| Название                                    | Год  | KOR Gaon                 | KOR Hot 100              | Продажи (цифровые)         | Альбом             |
| ------------------------------------------- | ---- | ------------------------ | ------------------------ | -------------------------- | ------------------ |
| «I Dream»                                   | 2012 | 6                        | 11                       | Республика Корея: 823,170+ | Sugar              |
| «Somebody»                                  | 2013 | 3                        | 10                       | Республика Корея: 746,025+ | Sugar              |
| «Can't Hide It» (티가 나나봐, Tiga Nanabwa) | 2014 | 1                        | 3                        | Республика Корея: 671,971+ | Sugar              |
| «Sugar»                                     | 2014 | 17                       | 36                       | Республика Корея: 189,829+ | Sugar              |
| «Love Is Madness»                           | 2015 | 2                        | —                        | Республика Корея: 635,283+ | Не сингл с альбома |
| «—» означает, что песня не попала в чарт.   |      |                          |                          |                            |                    |

## Другие песни, попавшие в чарты
| Название                 | Год  | Пиковая позиция в чартах | Продажи                             | Альбом |
| Название                 | Год  | KOR Gaon                 | Продажи                             | Альбом |
| ------------------------ | ---- | ------------------------ | ----------------------------------- | ------ |
| «Rain & Cry»             | 2014 | 46                       | Республика Корея: 52,613 (цифровые) | Sugar  |
| «Star»                   | 2014 | 85                       | Республика Корея: 25,834 (цифровые) | Sugar  |
| «Not Today Not Tomorrow» | 2014 | 95                       | Республика Корея: 23,805 (цифровые) | Sugar  |

## Видеоклипы
| Название        | Год  | Ссылка |
| «I Dream»       | 2012 | [ 11 ] |
| «Somebody»      | 2013 | [ 12 ] |
| «Can’t Hide It» | 2014 | [ 13 ] |
| «Sugar»         | 2014 | [ 14 ] |